# SEPT10
SEPT10‏ (Septin 10, isoform CRA_c) هوَ بروتين يُشَفر بواسطة جين SEPT10 في الإنسان.